# Wilbert Ellis Moore
Wilbert Ellis Moore (* 26. Oktober 1914 in Elma, Washington; † 29. Dezember 1987) war ein US-amerikanischer Soziologe und 56. Präsident der American Sociological Association.
Moore studierte an der Harvard University und gehörte dort zusammen mit Kingsley Davis und Robert K. Merton zu den ersten Doktoranden von Talcott Parsons. Moore wurde 1951 Professor für Soziologie an der Princeton University und wechselte in den 1960er Jahren an die University of Denver, wo er bis zu seiner Pensionierung lehrte. 1958 wurde er in die American Philosophical Society und 1966 in die American Academy of Arts and Sciences gewählt.
Bereits 1945 entwickelte er zusammen mit Kingsley Davis die nach ihnen benannte Davis-Moore-Hypothese zur Sozialstruktur, nach der in jeder Gesellschaft bestimmte Positionen funktional wichtiger als andere sind und spezielle Fähigkeiten erfordern, für die nur eine beschränkte Anzahl von Individuen begabt sei.

## Schriften in deutscher Übersetzung
- Strukturwandel der Gesellschaft (Aus dem Amerikanischen übersetzt von Wolfgang Schoene), 3. Aufl., München: Jventa-Verlag, 1973, ISBN 3-7799-0108-0 (1. Aufl. 1967, 2. Aufl. 1968).